# Healer Girl 歌癒少女
《Healer Girl》（日語：[ヒーラー・ガール] 错误：{{Lang}}：无效参数：|3=（帮助））是3Hz製作的日本原創電視動畫，由入江泰浩執導，由高桥谅作曲，於2022年4月5日由東京都會電視台以及日本BS放送播映。

## 登場人物
藤井加奈（聲：礒部花凜）
見習Healer之一，於烏丸聲音療養院修業中。活潑明朗且能帶動氣氛，有著既使禁止在見習期間進行治療行為的規定但為了弱小的人而唱歌的溫柔個性，因過去烏丸理彩曾幫助他的事情而決定將來想成為歌癒少女。
五城玲美（聲：堀内まり菜）
見習Healer之一，於烏丸聲音療養院修業中。喜歡院長烏丸理彩，家中有皆為音樂家的雙親。
森嶋響（聲：熊田茜音）
見習Healer之一，於烏丸聲音療養院修業中。冒失性格，由於家中有不少兄弟姊妹所以擅長應對小孩子。
矢薙索妮亞（聲：吉武千颯）
C級Healer。目前寄住在穗之坂療養院內，曾單方面將理彩視為競爭對手。
烏丸理彩（聲：高垣彩陽）
烏丸聲音療養院院長。加奈等人的師傅。
渚笙子（聲：東城日沙子）
烏丸聲音療養院藥劑師。
穗之坂忍（聲：高木美佑）
穗之坂療養院院長的孫女，跟索妮亞互為童年玩伴。
鳥野葵（聲：花守由美里）
五城家的女僕。由於父母經常不在家所以經常照顧玲美的大小事，對玲美家人的一切感覺羨慕，想當鋼琴家。

## 外部連結
- 官方网站（日語）